# Motorvogn
En motorvogn er en jernbane- eller sporvogn, hvori en motor er placeret.
Betegnelsen bruges dels om vogne, der kan køre selv, dels om den vogn i et togsæt, hvor motoren er placeret. Togsæt er karakteriseret ved at motoren er indbygget i en personvogn i stedet for, at et selvstændigt lokomotiv trækker vognene. Typisk kendes motorvogne fra IC3-tog og S-tog
Inden for sporvejsdrift betegner motorvogn en sporvogn forsynet med elektromotor, som kan køre solo eller med en eller flere bivogne tilkoblet.
| Jernbane | Spire Denne jernbaneartikel er en spire som bør udbygges. Du er velkommen til at hjælpe Wikipedia ved at udvide den. |